# Luže
Luže (en allemand : Lusche) est une ville du district de Chrudim, dans la région de Pardubice, en République tchèque. Sa population s'élevait à 2 611 habitants en 2024.

## Géographie
Luže est arrosée par la Novohradka et se trouve à 7 km à l'est de Chrast, à 18 km à l'est-sud-est de Chrudim, à 24 km au sud-est de Pardubice et à 116 km à l'est-sud-est de Prague.
La commune est limitée par Lozice et Jenišovice au nord, par Řepníky, Střemošice et Leština à l'est, par Hluboká et Skuteč au sud, et par Hroubovice, Chrast et Rosice à l'ouest.

## Histoire
La première mention écrite de la localité date de 1349.

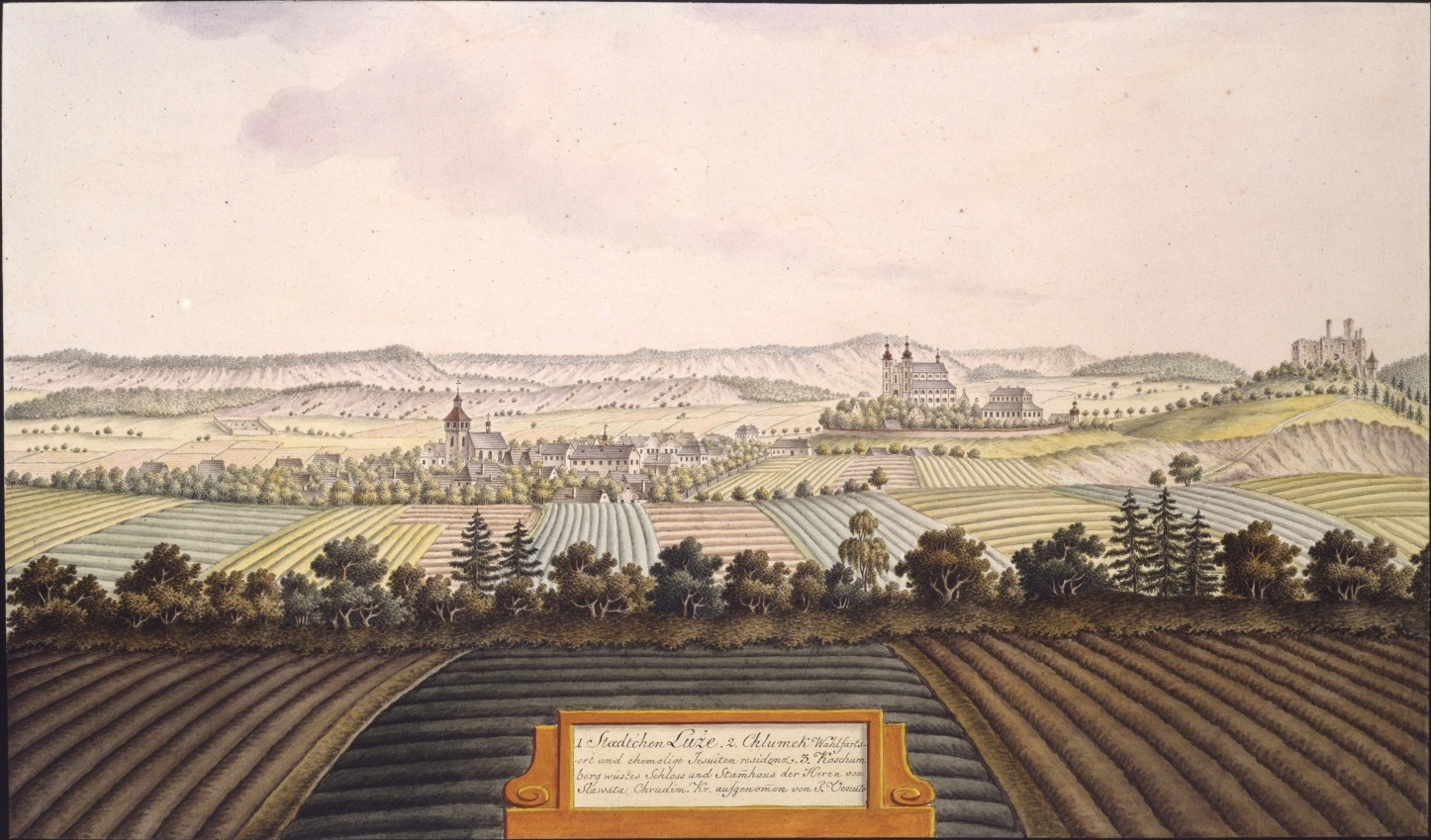
Luže et son château vers 1800, par Joann Venuto.

## Administration
La commune se compose de douze sections :
- Bělá
- Brdo
- Dobrkov
- Doly
- Domanice
- Košumberk
- Luže
- Rabouň
- Radim
- Srbce
- Voletice
- Zdislav

## Galerie

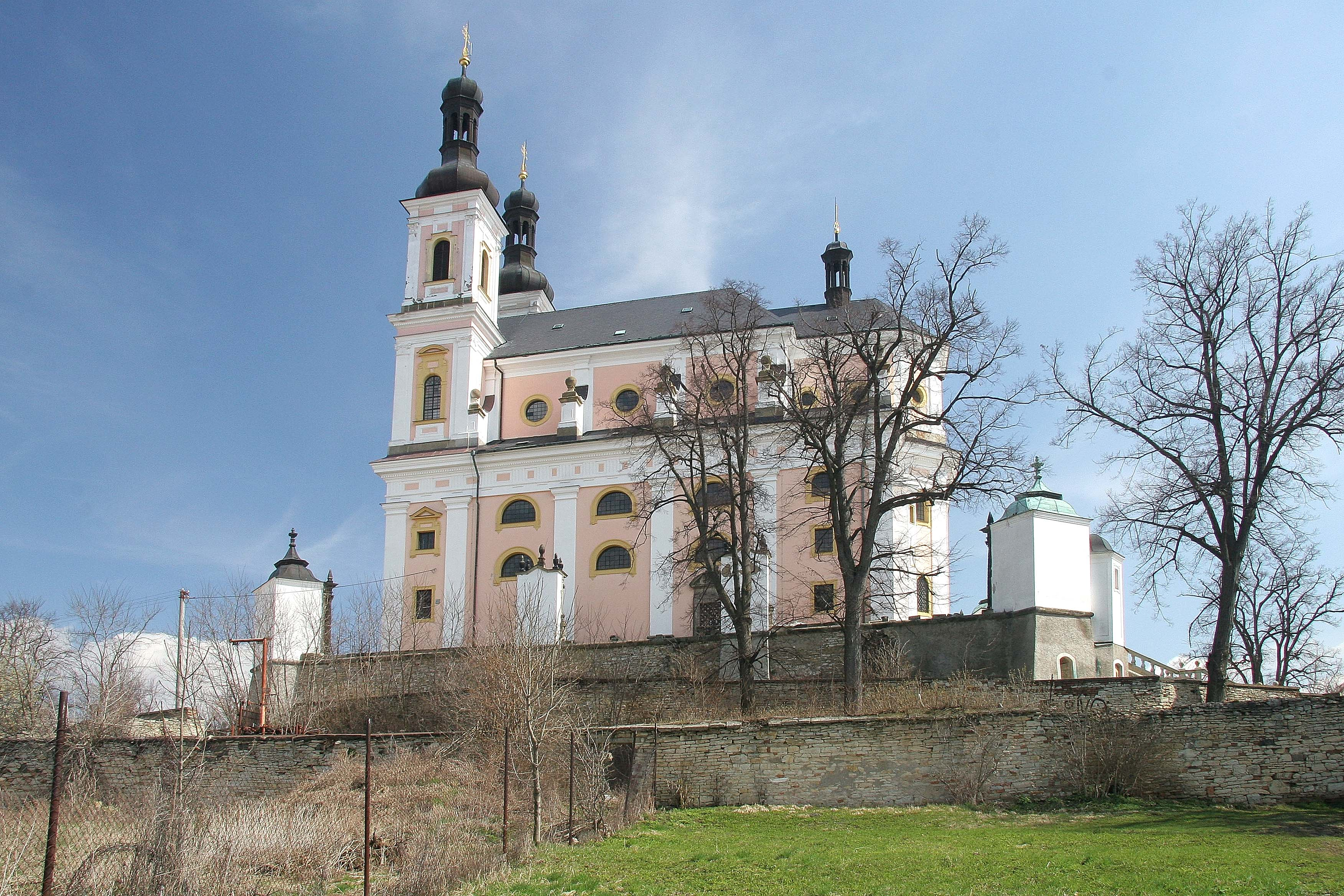
Église de la Vierge Marie.
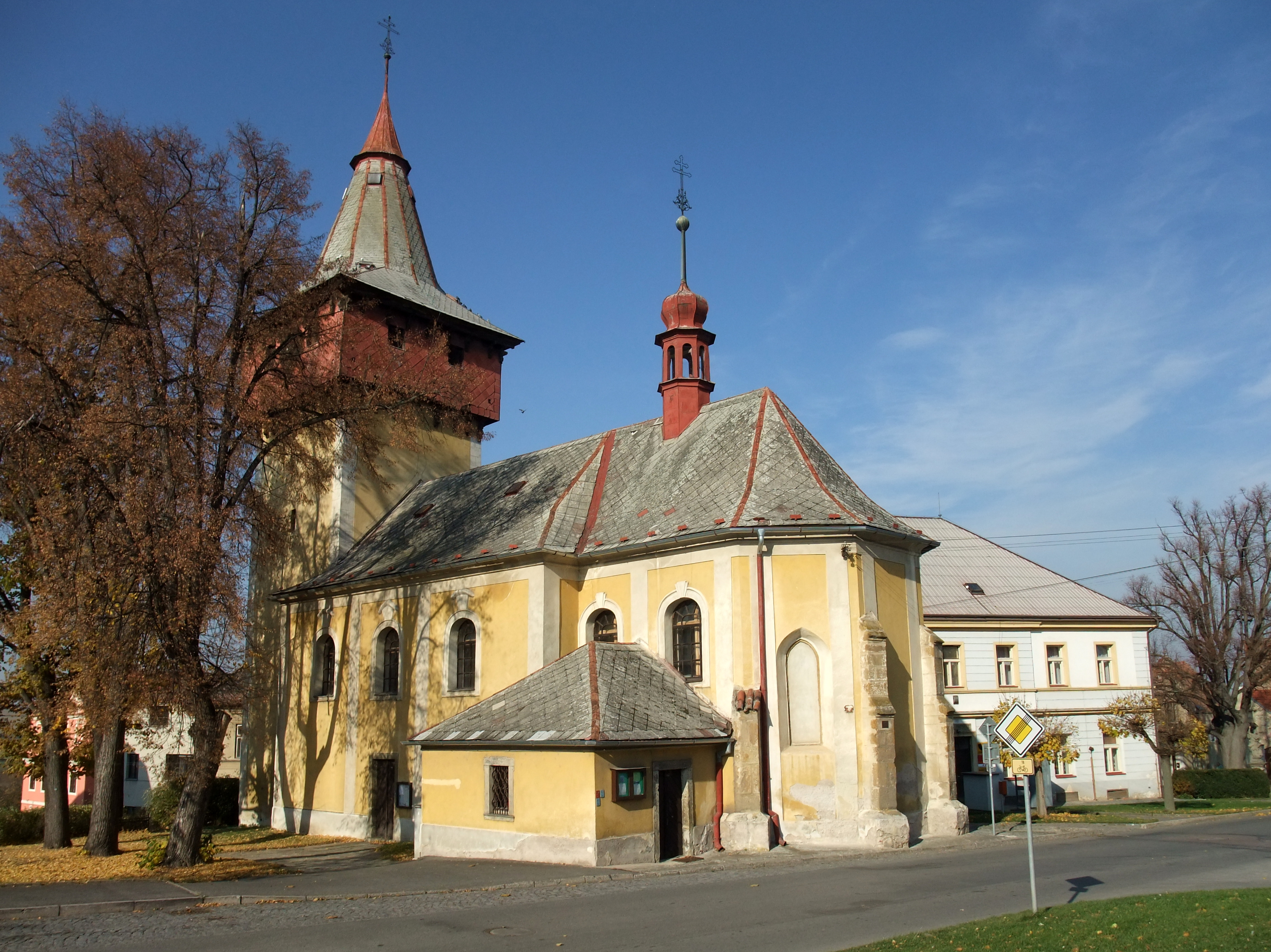
Luže  : église Saint-Barthélemy.
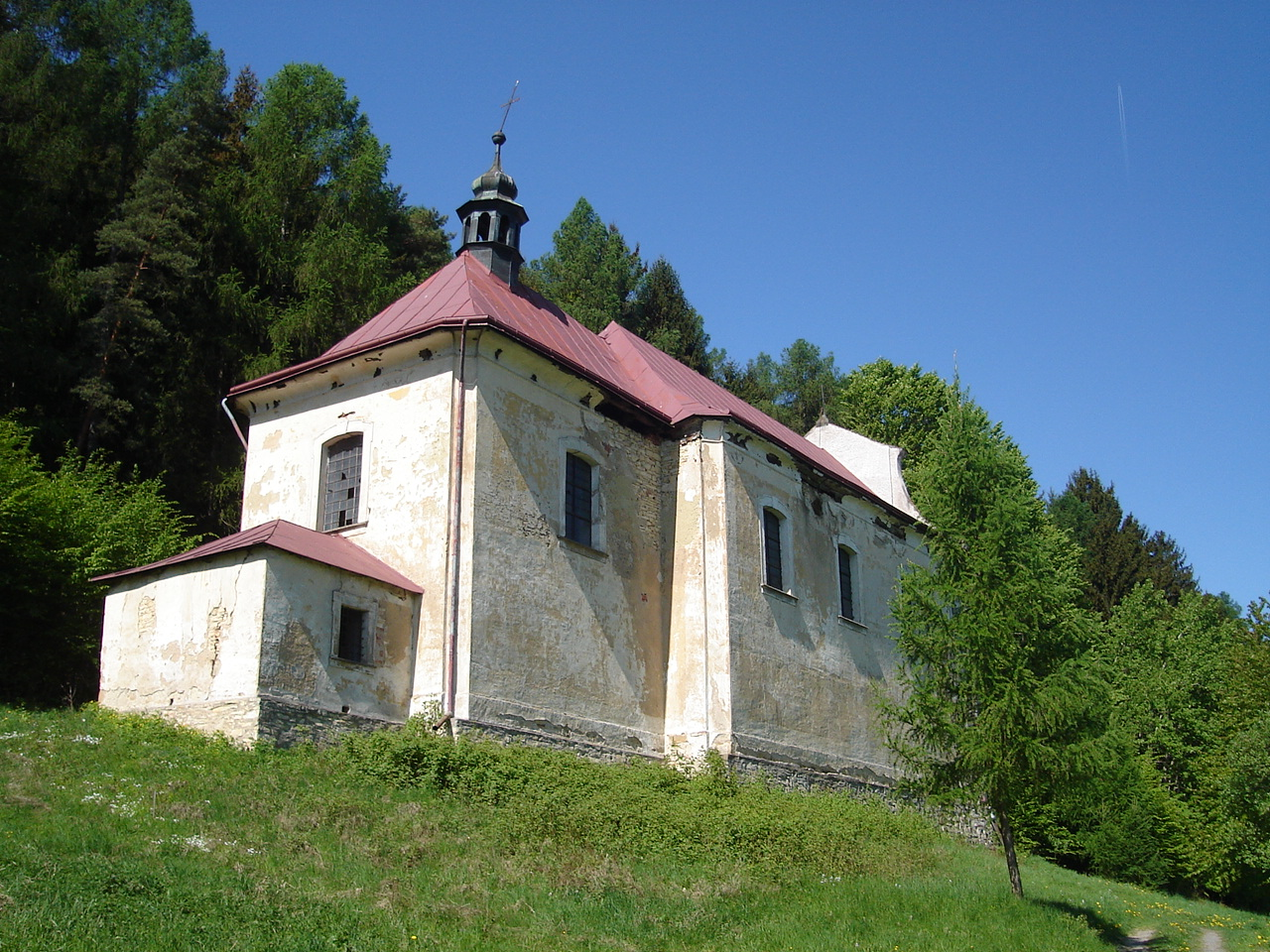
Doly : église de l'Annonciation.

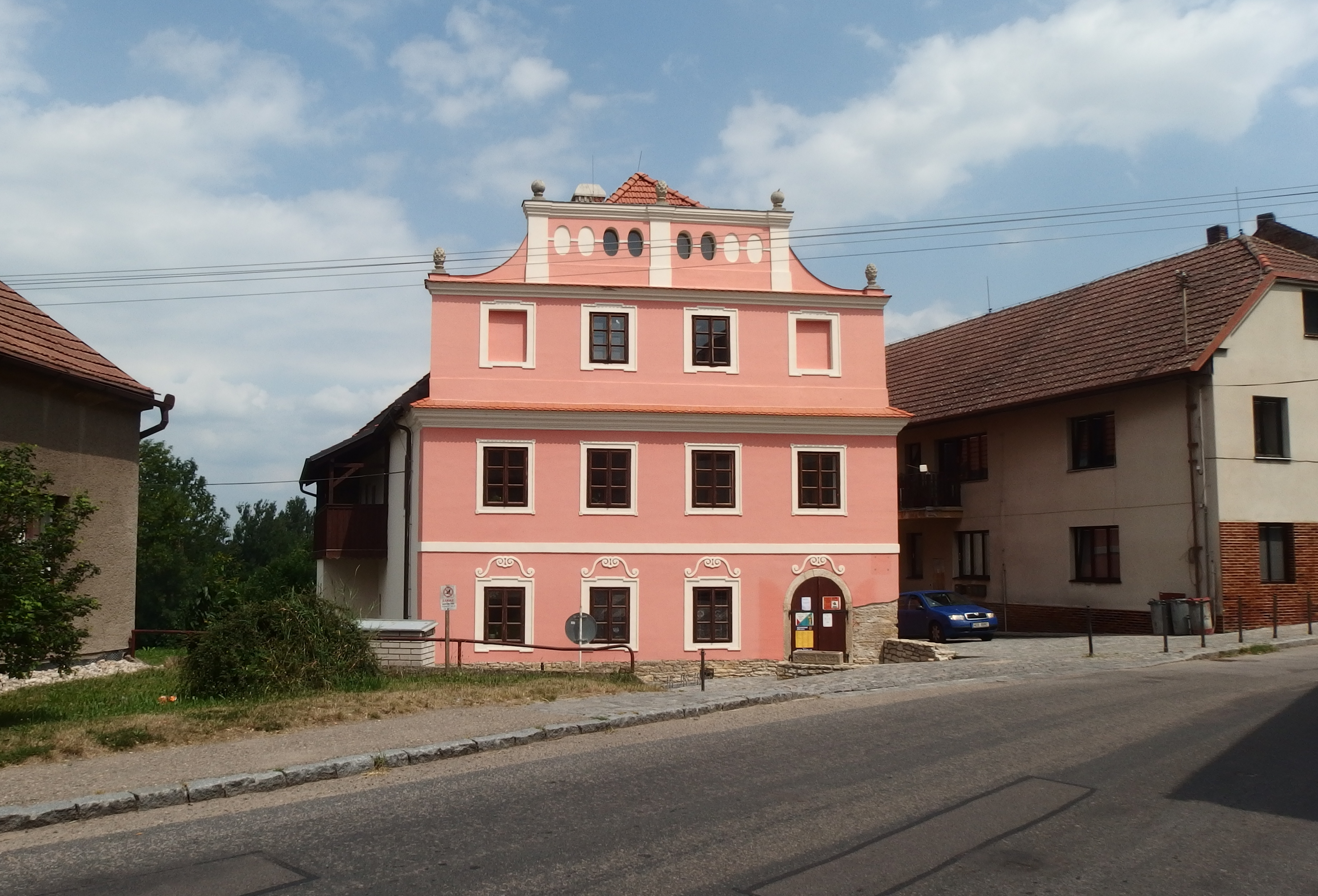
Luže : la bibliothèque.
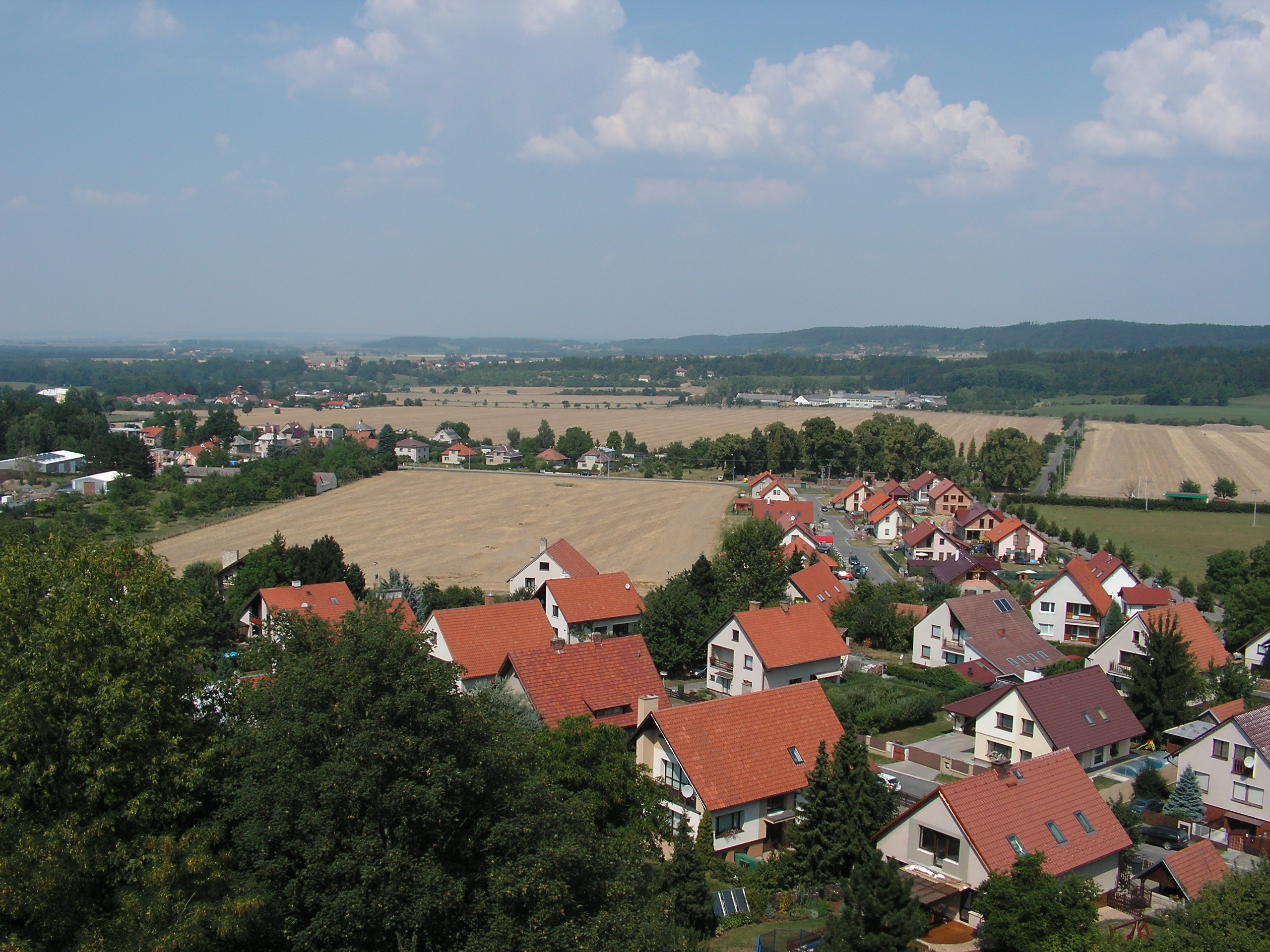
Vue d'Ošumberk .

## Transports
Par la route, Luže se trouve à 8 km de Chrast, à 20 km de Chrudim, à 28 km de Pardubice et à 138 km de Prague.